# Cymindis interior
Cymindis interior är en skalbaggsart som beskrevs av Carl Hildebrand Lindroth. Cymindis interior ingår i släktet Cymindis och familjen jordlöpare. Inga underarter finns listade i Catalogue of Life.